# Насыщенность (цвет)
В физике насыщенность цвета определяется характером распределения излучения в спектре видимого света. Наиболее насыщенный цвет образуется при существовании пика излучения на одной длине волны, в то время как более равномерное по спектру излучение будет восприниматься как менее насыщенный цвет. В субтрактивной модели формирования цвета, например, при смешении красок на бумаге, снижение насыщенности будет наблюдаться при добавлении белых, серых, чёрных красок, а также при добавлении краски дополнительного хроматического тона. Насыщенный цвет можно назвать «сочным», «глубоким», менее насыщенный — «приглушённым», приближённым к серому. Полностью ненасыщенный цвет будет оттенком серого. Насыщенность (saturation) — одна из трёх координат в цветовых пространствах HSL и HSV. Насыщенность (цветовая насыщенность, англ. chroma) в цветовых пространствах CIE 1976 L*a*b* и L*u*v* является неформализованной величиной, используемой в представлении CIE L*C*h (англ. lightness — светлота; англ. chroma — хрома, насыщенность; англ. hue — тон).
В теории цвета — колористике насыщенность цветового, или хроматического тона характеризуется зрительными качествами ясности и чистоты, которые достигаются отсутствием или минимизацией примесей других тонов.
Поэтому более насыщенными являются основные тона цветового спектра: красный, синий и жёлтый. Наименее насыщенны ахроматические тона (от белого до чёрного), поэтому они обладают максимальной способностью поглощать тона хроматического ряда. Добавление в цветовой тон чёрного или белого снижает его насыщенность.

## Категория насыщенности цвета в живописи
Насыщенность цветового тона в изобразительном искусстве характеризуется взаимодействием яркости и светлоты. Так в технике живописи или декоративной росписи эквивалентами цветовых тонов являются краски. Следовательно, добавление в ту или иную краску чёрного либо белого пигмента, даже в небольших количествах, существенно снижает насыщенность цветового тона, которая в данном случае именуется светлотой. Белила увеличивают светлоту тона, но снижают его насыщенность (разбеливают краску), чёрная краска уменьшает светлоту, но также снижает насыщенность. Соотношение пигмента и связующего вещества красок меняет насыщенность цвета аналогичным образом. Например, увеличение количества воды в акварели или масла в масляной живописи разбеливает тон, увеличивая его светлоту, снижает насыщенность. Более того, любое смешение красок также снижает насыщенность цвета. Поэтому старые мастера стремились избегать смешения красок, они пользовались чистыми пигментами, а для расширения палитры, получения оттенков, тональных нюансов и валёров, применяли лессировки.
Подобная техника позволяла сохранять одновременно чистоту и насыщенность тона. Недаром, картины старых мастеров, исключая случаи потемнения покрывного лака, сияют будто написаны только вчера. В эстетическом смысле насыщенность цветового тона определяет его выразительность, глубину, звучность; в художественном смысле — значительность.